# Fuerte Apache (película)
Fuerte Apache es una película española de 2007, dirigida por Mateu Adrover. Película muy fiel a la realidad de los centros de acogida de menores, se reflejan de manera bastante acertada los roles de educadores en estos centros, además de reflejar el tipo de población menor de edad usuaria de estos centros.

## Reparto
| Actor         | Papel            |
| ------------- | ---------------- |
| Juan Diego    | Toni Darder      |
| Lolita Flores | Carmen           |
| Pep Tosar     | Miquel Ángel Ros |
| Jordi Rico    | David Fernández  |
| Marta Marco   | Lidia Adell      |